# Ланг, Кэтрин Дон
 Кэтрин Дон Ланг (англ. Kathryn Dawn Lang, родилась 2 ноября 1961 года), более известная под своим сценическим псевдонимом k.d. lang (свои инициалы и фамилию она специально пишет с маленьких букв), является известным канадским автором-исполнителем поп-музыки и кантри.
Обладательница четырёх премий «Грэмми», она также известна как буддистка, вегетарианка, борец за права животных, открытая лесбиянка и ЛГБТ-активистка. Она выступила с песней «Turn me round» на Олимпийских Играх зимой 1988 года (Калгари, Канада), а также на церемонии открытия зимних Олимпийских игр 2010 с песней Леонарда Коэна «Hallelujah» в память о погибшем в этот день спортсмене. Кэтрин — обладательница вокального диапазона меццо-сопрано.

## Юность
Кэй Ди родилась 2 ноября 1961 года в городе Эдмонтон, столице канадской провинции Альберта. Её родителей зовут Одри и Адам Фредерик Ланг. Среди её предков были англичане, ирландцы, шотландцы, немцы, исландцы, русские евреи и сиу. Когда Кэтрин было девять месяцев, семья переехала в маленький городок Консорт (провинция Альберта), где росла вместе с двумя сёстрами и братом среди канадских прерий. Отец был хозяином аптекарского магазина, он ушёл из семьи, когда Кэтрин было двенадцать лет. Учась в школе, Кэтрин состояла в национальной сборной по метанию дротиков.
Родители сыграли важную роль в становлении k.d.lang как музыканта:
«Моя мама благосклонно относилась к моим музыкальным наклонностям. Каждую неделю она отправляла нас с сестрой за 60 миль от дома, на уроки музыки, в женский монастырь. Монахиня, которая давала мне уроки фортепьяно, имела привычку бить меня линейкой по пальцам…». Вслед за пианино у Кэй Ди проснулся интерес и к пению. Подарок родителей на Рождество — электрогитара — дал толчок к развитию того стиля, который по сей день отличает Кэй Ди от других исполнителей.
Окончив среднюю школу, Кэтрин посещает государственный общеобразовательный Red Deer College в городе Ред-Дир. Тогда она была очарована жизнью и музыкой Пэтси Клайн и в конечном итоге решила сделать свою карьеру в качестве профессионального исполнителя. Она создала группу под названием The Recline — в память о кантри-певице Пэтси Клайн в 1983 году, и они записали альбом Friday Dance Promenade. Альбом A Truly Western Experience вышел в 1984 году и имел широкий резонанс, он привлек к себе внимание всей Канады. В августе 1984 г. Кэтрин стала одной из трёх канадских артистов, выбранных для представительства в World Science Fair, проходившем в японском городе Цукуба.
Участвуя в концертах кантри музыки в Канаде, Кэтрин сделала несколько записей, имевших отличные отзывы и заслужила в 1985 г. премию Джуно как «Самая многообещающая вокалистка».
Она принимала награду в свадебном платье, делая множество шутливых обещаний, что она будет и не будет делать в будущем, таким образом реализуя звание «самоой многообещающей».

## Дискография

### Сольные студийные альбомы
- Shadowland (1988)
- Ingénue (1992)
- All You Can Eat (1995)
- Drag (1997)
- Invincible Summer (2000)
- Hymns of the 49th Parallel (2004)
- Watershed (2008)

### Альбомы с The Reclines
- A Truly Western Experience (1984)
- Angel with a Lariat (1987)
- Absolute Torch and Twang (1989)

### Совместные альбомы
- A Wonderful World с Тони Беннеттом (2002)
- Sing It Loud с The Siss Boom Bang (2011)
- Case/lang/veirs с case/lang/veirs (2016)

### Саундтреки
- Даже девушки-ковбои иногда грустят (1993)
- Друзья (1994) – «Sexuality»
- Завтра не умрёт никогда (1997) – «Surrender»
- Не бей копытом (2004) – «Little Patch of Heaven»
- Делай ноги (2006) – «Golden Slumbers / The End»